# Concenedo
Concenedo (Concenee in dialetto valsassinese) è l'unica frazione geografica del comune di Barzio in provincia di Lecco.

## Geografia fisica
La frazione di Concenedo si trova in posizione rialzata, ad est del centro abitato di Barzio. Da quest'ultimo è raggiungibile solo attraverso una strada che origina dalla piazza principale, asfaltata nel primo tratto e che si trasforma in sentiero nell'ultima parte. Per raggiungere Concenedo tramite vie carrabili è dunque necessario percorrere la strada che origina da Cassina Valsassina e che raggiunge l'abitato da sud.

## Storia
Concenedo fu un antico comune del Milanese.
Nel 1786 entrò per un quinquennio a far parte della Provincia di Como, per poi cambiare continuamente i riferimenti amministrativi nel 1791, nel 1797 e nel 1798.
Portato definitivamente sotto Como nel 1801, alla proclamazione del regno d'Italia napoleonico nel 1805 risultava avere 117 abitanti. Nel 1809 il municipio fu soppresso su risultanza di un regio decreto di Napoleone che lo annesse per la prima volta a Barzio, ma il Comune di Concenedo fu ripristinato con il ritorno degli austriaci. Nel 1853 risultò essere popolato da 157 anime, ridotte a 123 nel 1871. Nel 1921 si registrarono ancora solamente 163 residenti. Fu il regime fascista a decidere nel 1927 di sopprimere definitivamente il comune, unendolo nuovamente a Barzio.

## Monumenti e luoghi d'interesse
L'oratorio di Santa Maria Assunta, eretto nella prima metà del Settecento, fu rimaneggiato e adornato nel corso dei due secoli successivi. All'inizio del Novecento risale la realizzazione del porticato in facciata. Al suo interno, la chiesetta ospita una statua mariana datata 1857, collocata in sostituzione di una tela risalente al secolo precedente. All'Ottocento risale anche un quadro raffigurante sant'Ambrogio tra due piccoli angeli, opera anch'essa conservata all'interno dell'oratorio.